# Клан Скотт

Нашоломник клану Скотт.

Герб вождів клану Скотт.

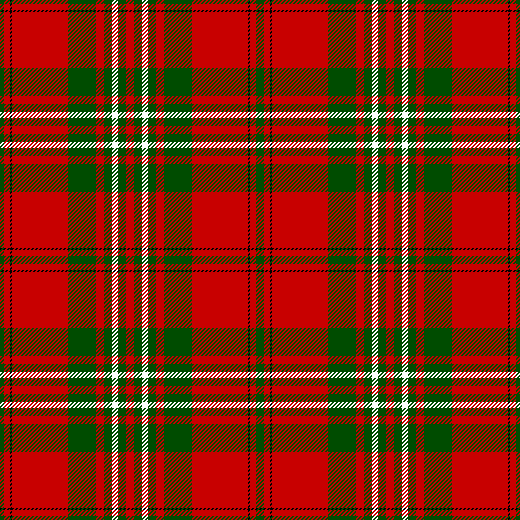
Тартан клану Скотт.

Клан Скотт (англ. — Clan Scott, гельск. — Clan Scotach) — клан Скотах — один з кланів рівнинної частини Шотландії — Лоулендсу. У свій час це був найсильніший клан Шотландського Прикордоння.
Гасло клану: Amo — Я люблю (лат.)
Військовий клич клану: ‘a Bellendaine! — За Беллендайне! також: «Клан Скотт іде!» (Беллендайне — місце збору клану Скотт, що розташоване у старих родових землях клану в Ранкілберні)
Землі клану: Шотландське Прикордоння
Символ клану: гілка чорниці
Вождь клану: Річард Волтер Джон Монтегю Дуглас Скотт — Х герцог Буклевх (Баклі), ХІІ герцог Квінсберрі
Резиденція вождя клану: Замок Бовхілл-хаус
Історична резиденція вождя клану: Замок Далкейт-палас
Ворожі клани: Дуглас, Керр, Еліотт

## Історія клану Скотт

### Походження клану Скотт
Слово Скотті (Scotti) в часи Римської імперії використовувалось щодо всіх жителів Ірландії, які були кельтами і належали до різних кельтських племен. У ті часи ірландці часто робили напади на узбережжя Британії, тому слово «скотті» було синонімом розбійників і піратів. У давньоірландській мові слово «скотт» означало «пастухи» та «викрадачі худоби». У IV—V століттях ірландські племена почали пересилятися з Ірландії на територію нинішньої Шотландії витісняючи і асимілюючи корінне населення — піктів. Слово «Скотт» стала самоназвою цих племен. Поступово назва «скотт» поширилась на все населення нинішньої Шотландії. Історик Джордж Фрейзер Блек зазначає, що в давніх рукописах згадується Uchtred Filius Scott — Ухтред син Скотта, в документах, що датуються 1120 роком. Він вважається засновником клану Скотт. Судячи по всьому клан має кельтське походження. Але є версія, що він виник на півночі Англії, а потім переселився в Шотландію.
Ухтред мак Скотт мав двох онуків — Річарда, що став предком гілки клану Скотт Бакклеух та Майкла, що став предком гілки клану Скотт Балвері.
У 1195 році Хенрікус ле Скотте згадується в грамотах щодо земельної власності Девіда — графа Стратерн як свідок. На початку XIII століття майстер Ісаак Скотт згадується в грамотах щодо земельної власності єпископа Сент-Ендрюс як свідок.
Майкл Скотт «Майстер» (1175—1232) належав до гілки клану Скотт Балвері, він був одним з найосвідченіших людей свого часу, був відомим в Шотландії вченим і філософом, якого Вальтер Скотт описав в своєму творі «Пісня останнього менестреля»,  як людину, що мала «пристрасть до хитромудрих досліджень в галузі астрології, алхімії, фізиогноміки та хіромантії. І був відомий серед сучасників як чаклун.»
Чотири покоління після Ухтреда сер Річард Скотт одружився зі спадкоємицею вождя клану Муртокстоун (гельск. — Murthockstone) і отримав як посаг чисельні землі і маєтки. Сер Річард був призначений охоронцем лісів Еттрік і це йому принесло додаткові володіння — землі Ранкілбурн (гельск. — Rankilburn). Новий лерд Скотт побудував свою резиденцію в замку Букклеух (гельск. — Buccleuch) або Баклі, а також робудував маєтки, що називались так само.

### XIV століття— війна за незалежність Шотландії
Син сера Річарда — сер Майкл Скотт — II лерд Букклеух (Баклі) був переконаним прихильником Роберта Брюса під час Війни за незалежність Шотландії. Майкл Скотт відзначився в битві під Халідон Хілл в 1333 році, він був одним з небагатьох воїнів, хто лишився живий в цій жахливій битві. Але пізніше він загинув під час битви під Дарем у 1346 році. Майкл залишив двох синів — Роберта Скотта, що став III лайрдом Скотт і Джон Скотт, що заснував гілку клану — Скотт Сайнтон. Від цієї гілки виникли потім лорди Полварт. Роберт Скотт помер в близько 1389 року, ймовірно, від ран, отриманих в битві під Оттербурн.

### XV—XVI століття
Роберт Скотт V лерд Букклеух (Баклі) успадкував землі і маєтки клану в 1402 році після того як його батько Волтер Скотт загинув у бою. У 1420 році він придбав половину землі Бранксголм і зміцнив маєтки клану Скотт. Він був активно підтримував короля Шотландії в його боротьбі проти сильного клану Дуглас. Коли король переміг клан Дуглас, клан Скотт був нагороджений землями, які були конфісковані в клану Дуглас. У 1463 році землі Бранксголм стали вільним баронством з правом дарувати королю червону троянду щорічно на день святого Іоанна Хрестителя.
Клан Скотт став одним з найпотужніших прикордонних кланів Шотландії до кінця XV століття і вождь клану міг у будь-яку мить виставити армію чисельністю тисячу списів. Як і більшість кланів Шотландського Прикордоння клан Скотт здійснював рейди на територію Англії з метою захоплення військової здобичі і ворогував з сусідніми шотландськими кланами, зокрема ворогував з кланом Керр. Ворожнеча почалась 25 липня 1526 року, коли сер Вальтер Скотт Баклю почав атаку під час битві під Мелроуз з метою врятувати молодого короля Шотландії Джеймса V, якого захопив Дуглас — граф Ангусу та Дарніку. Під час цієї атаки був вбитий Керр Кессфорд. Сер Вальтер Скотт був також поранений під час бою. Клан Скотт пізніше воював проти Англії і брав участь у битви під Пінкі Клев, чотири роки по тому вождь клану Скотт був призначений наглядачем земель Ліддесдейл та Міддл. Клан Керр продовжував вороже ставитись до клану Скотт і вичікував слушного часу для помсти. У 1552 році клан Керр організував замах на сера Вальтера Скотта і вбив його в Единбурзькому замку. Ворожнеча тривала ще довго і завершилась, коли сер Томас Керр Фернігурст одружився з Джанет Скотт — сестрою Х лерда Баклі.
У 1565 році смертельна ворожнеча виникла між кланом Скотт та сусіднім кланом Еліотт. Скотт Букклеух (Баклі) разом зі своїми людьми вбив чотирьох людей з клану Еліотт за те, що вони викрали худовбу (викрадення худоби в ті часи було звичайною справою і навіть вважалося доблестю). У відповідь 300 воїнів з клану Еліотт напали на землі клану Скотт щоб помститися за своїх людей. Почалася війна між кланами Скотт та Еліотт, втрати обох кланів в боях були величезними, але потім ці клани помирилися.
Х лерд Букклеух (Баклі) був переконаним прихильником королеви Шотландії Марії Стюарт. Його син — інший Вальтер Скотт став відомим полководцем, який ввійшов в історію як «Болд Букклеух». У 1596 році він був врятований своїм васалом — Вільямом Армстронгом, що ввійшов в історію як «Кінмонт Віллі» — він звільнив Вальтера Скотта з замку Карлайл. що вважався неприступним.

### XVII століття— громадянська війна на Британських островах
Король Шотландії Джеймс VI зійшов на англійський трон і внаслідок цього утворилась особиста унія Англії та Шотландії. Метою короля стало заспокоєння Шотландського Прикордоння — земель, де століття йшла війна між англійцями та шотландцями. Будь-який непослух вождів шотландських кланів прикордоння жорстоко подавлювався силами корони. Ті вожді шотландських кланів, що звикли жити рейдерством і війною і не уявляли собі інакшого життя, покинули Шотландію і стали найманцями в чужих землях. Вальтер Скотт — І лорд Скотт Букклеух став найманцем на континенті, воював в армії принца Оранського в Нідерландах. Його син — Вальтер Скотт — II лорд Скотт Букклеух (Баклі) командував полком Об'єднаних Провінцій Голландії під час війни з Іспанією. У 1619 році він отримав титул графа Баклі.
Під час громадянської війни на Британських островах Френсіс Скотт — II граф Букклеух (Баклі) підтримав Національний пакт і виступив проти короля Карла I. Він в першу чергу не погоджувався з релігійною політикою короля. Френсіс Скотт привів свою кавалерію на битву проти роялістів, яких очолював Джеймс Грем — І маркіз Монтроз. Битва відбулась під Філіфау.
Френсіс Скотт — II граф Букклеух (Баклі) помер у 1651 році, йому успадковувала його чотирирічна донька — Мері Скотт — III графиня Баклі. Генеральна асамблея Церкви Шотландії дозволила Мері Скотт вийти заміж у віці одинадцяти років, але вона померла у віці всього чотирнадцять років. Вона передала свої маєтки і землі сестрі — Енн Скотт, що стала найбагатшою дівчиною королівства Шотландія. Король Карл II запропонував Енн Скотт одружитися з його позашлюбним сином — Джеймсом — герцогом Монмут, що після шлюбу прийняв прізвище Скотт. У день їхнього весілля молода пара отримала титули — герцог і герцогиня Букклеух (Баклі). Монмут пізніше підняв повстання проти корони і в результаті він був страчений в 1685 році і всі його титули були анульовані. Проте, Енн Скотт лишила собі титул герцогині Букклеух (Баклі), її права не були порушені. Вона мала онука — Френсіса Скотта, що став II герцогом Баклі.

### XVIII століття— повстання якобітів
Під час повстання якобітів у 1745 році клан Скотт підтримав британський уряд і британську ганноверську династію. Капітан Джон Скотт командував І піхотним полком британської армії, що потім став називатися Королівським шотландським полком. Він був розбитий і потрапив в полон до якобітів. Це відбулось під час битви під Хайбрідж Скірмуш в серпні 1745 року. Під час цього бою дію Джон Скотт втратив сержанта і до шести чоловік убитими. Сам Джон Скотт був поранений, але якобіти з клану Макдональд Кеппох зберегли йому життя і вилікували.
Інший капітан Скотт — капітан Каролін Фредерік Скотт Гіза з VI полку переміг загін якобітів під час блокади Форт-Вільяма в березні 1746 року. Цьому ж капітану Скотту здалося в полон троє горян, що теж брали участь в бою біля Форт-Вільяма. Він повісив їх на сітці для ловіння лососів на млині в Лохой.
Коли стара гілка клану Скотт Балвері урвалась, землі і маєтки перейшли до гілки Скотт Анкрум, а потім до гілки Скотт Полварт, з якої походить найвідоміший шотландський письменник і поет Вальтер Скотт (1771—1832) — І баронет Абботсфорд. Також відомими особистостями клану Скотт були «Старий Вот» та його нездалий син Білл, що уникаючи шибиниці одружився з Агнесою Марією Елібенк.

### ХІХ— ХХ століття
До клану Скотт належав всесвітньовідомий письменник сер Вальтер Скотт. Герцог Буклеух (Баклі) є на сьогодні великим землевласником Шотландії, він володіє величезною і цінною колекцією творів мистецтва, що відома як «колекція герцога Баклі» і зберігається нині в замках Драмлангір, Бавхілл, Боутон.

## Замки клану Скотт
- Замок Ебботсфорд — біля Мелроуз, на південному березі річки Твід. Раніше він був резиденцією письменника і поета Вальтера Скотта.
- Замок Айквудтауер — збудований у 1535 році, замок було відновлено як резиденцію в 1990-і роки.
- Замок Боутон-хаус — в Нортгемптонширі, Англія, належить герцогу Баклі.
- Замок Бовхілл-хаус — придбаний у 1747 році Френсісом Скоттом — II герцогом Баклі для свого сина лорда Чарльза Скотта. Він залишається резиденцією нинішнього герцога Баклі.
- Замок Бранксголм — став власністю клану Скотта у 1420 році.
- Замок Далкейт-палас — в Далкейті, Мідлотіан, Шотландія, колишня резиденція герцога Баклі.
- Замок Драмланріг — в розташований в Квінсберрі Естейт, Дамфріс і Галлоуей, Шотландія, належить герцогу Баклі.
- Замок Драйгоуп-тауер — належав клану Скотт, тепер належить Філіфау Естейт.
- Замок Голділендс-тауер — біля Хоїка, власність Голділендів, придбав у 1446 році сер Вальтер Скотт Баклі, замок належав Вальтеру Скотту Голділенду, що був в загоні, який врятував Кінмонта Віллі з замку Карлайл у 1596 році.
- Замок Харден-хаус — збудований Вальтером Скоттом Харденом, в цьому замку жила леді Полварт. І лерд Харден — Вільям Скотт, придбав замок у 1501 році.
- Замок Кіркоуп-тауер — перейшов у володіння Енн Скотт — І герцогині Баклі, вдови герцога Монмута на початку XVIII століття.
- Замок Ньюарк — руїни — розташований біля Бовхілл, придбаний кланом Скотт близько 1423 року.
- Замок Скотстарвіт-тауер — придбаний кланом Скотт у 1611 році і відновлений в 1620-х роках сером Джоном Скоттом Скотстарвет.
- Замок Смайлхолм-тауер — у XV столітті відомий як фортеця Прінгл, потім був придбаний кланом Скотт, гілкою Харден.